# Agence pour la promotion de la création industrielle
L'Agence pour la promotion de la création industrielle également connue sous le sigle APCI, a été créée en 1983. Elle est une association reconnue d'intérêt général ayant pour but la valorisation du design en France et à l'étranger. Elle est notamment connue pour organiser depuis 1999 les Étoiles de l'Observeur du Design, un prix international qui récompense les meilleures réalisations de design.

## Histoire
L'APCI a été créé par les ministères de l'industrie et de la culture, en 1984, pour contribuer à la promotion du design, au rapprochement de la culture, de la recherche et de l’industrie. Anne-Marie Boutin a été présidente de l'APCI jusqu'en 2017, avant que Christophe Chaptal de Chanteloup lui succède à sa mort. C'est aujourd'hui Dominique Sciamma qui préside l'association. L'APCI est, encore aujourd'hui, en partie financée par le ministère de la Culture.

## Missions
L'APCI a pour objectif d’œuvrer à la reconnaissance du design et de valoriser sa place comme facteur-clé de la compétitivité des entreprises et de l'innovation économique, sociale et culturelle,.